# Медіа-дискурс
Медіадискурс (або дискурс масової інформації) — це зв'язний текст у сукупності з екстралінгвістичними, прагматичними, соціокультурними, психологічними чинниками тощо, він є найбільш актуальним в сучасному медіапросторі, адже відображає не тільки комунікативно-інформаційні, а й політичні, економічні, культурні настрої та тенденції сучасного соціуму.
Отже, медіа дискурс — це глобальна всеохопна категорія сучасного комунікативно дискурсу, яка виступає певним фоном та в якому відображаються актуальні настрої суспільства в різних сферах діяльності — політиці, економіці, культурі, а також динамічні сучасні процеси, як: перефризми, лексичні новотвори, крилаті вислови, семантичні неологізми, «реанімовані» архаїзми, запозичення з інших мов світу.
Одним і головних елементів медіадискурс та його існування тісно пов'язане і медіатекстом. В загальному значенні медіатекст-це розширене тлумачення тексту. На сьогодні, текст розуміється як частина певного дискурсу, як висловлення в межах цього дискурсу. Йому властиві певні моделі створення і сприйняття тексту, для розуміння цього тексту.

## Дослідники
Вивчення медійного дискурсу відбувалося такими дослідниками, як: Н. Арутюнова, Р. Барт, Т. Добросклонська, В. Карасик, Г. Солганик, Л. Шевченко.

## Медіадискурс з іншими науками
Медіа дискурс тісно пов'язаний із лінгвістичною наукою — соціолінгвістики, лінгвістичної прагматики, психолінгвістики, теорії тексту, дискурсології — і пояснюється, здебільшого, феноменальною природою масової комунікації. Соціологія досліджує медіа дискурсу як, спрямовання на виявлення ідеологічної сутності, соціальної функції масової комунікації, її значення для суспільства. аудиторію, маніпулювання нею. В лінгвопрагматиці основний акцент робиться на функціональній спрямованості медіа дискурсу в глобальному розумінні. В теорії комунікації дискурс пояснюється як динамічне поняття, яке здатне до розвитку.

## Ознаки медіадискурсу
Як зазначила одна із дослідниць М. Желтухіна, медіа дискурс характеризується низкою ознак, а саме:
1) публічність (відкритість, орієнтованість на масового адресата);
2) групова співвіднесеність (адресант поділяє погляди своєї групи);
3) інформаційна всеохопність;
4) важливе місце в геокультурній частині світу ;
5) полемічна орієнтованість (створення протиріччя з подальшою дискусією);
6) інсценування і масова спрямованість (вплив на кілька груп одночасно);